# 放物線補間
放物線補間（連続放物線補間、（れんぞく）ほうぶつせんほかん、英: (Successive) parabolic interpolation）とは、連続な単峰関数の（極大・）極小値を求める手法である。一変数関数では3つの異なる点、n 変数関数では 1+n(n+3)/2 個の点の放物線（二次多項式）の極値を保持し、各反復で最も前に求めた極値を新たな極値に置き換える。

## 利点
関数値のみを使用して極値に収束する場合の収束次数はおおよそ 1.325 である。この収束の速さは（直線探索のような）線形収束にとどまる方法よりも勝る。さらに関数の導関数の計算・近似する必要がないことから、放物線補間は導関数を求めるような（最急降下法・ニュートン法のような）手法の代わりに利用されている。

## 欠点
一方で放物線補間のみでは必ずしも（極値への）収束することが保証されていない。具体的には異なる3点が同一直線上に並んだ場合、新たに求めた放物線は退化して次の点を求めることができない。なおその関数の導関数を利用することができる場合は、ニュートン法を用いることで二次収束を示す。

## 改良手法
放物線補間と（黄金分割探索などの）堅牢性のある手法を交互に適用して新たな候補点を求めることで、収束の速さを保ったまま収束率を高めることができる。